# پونتیاک جی۵

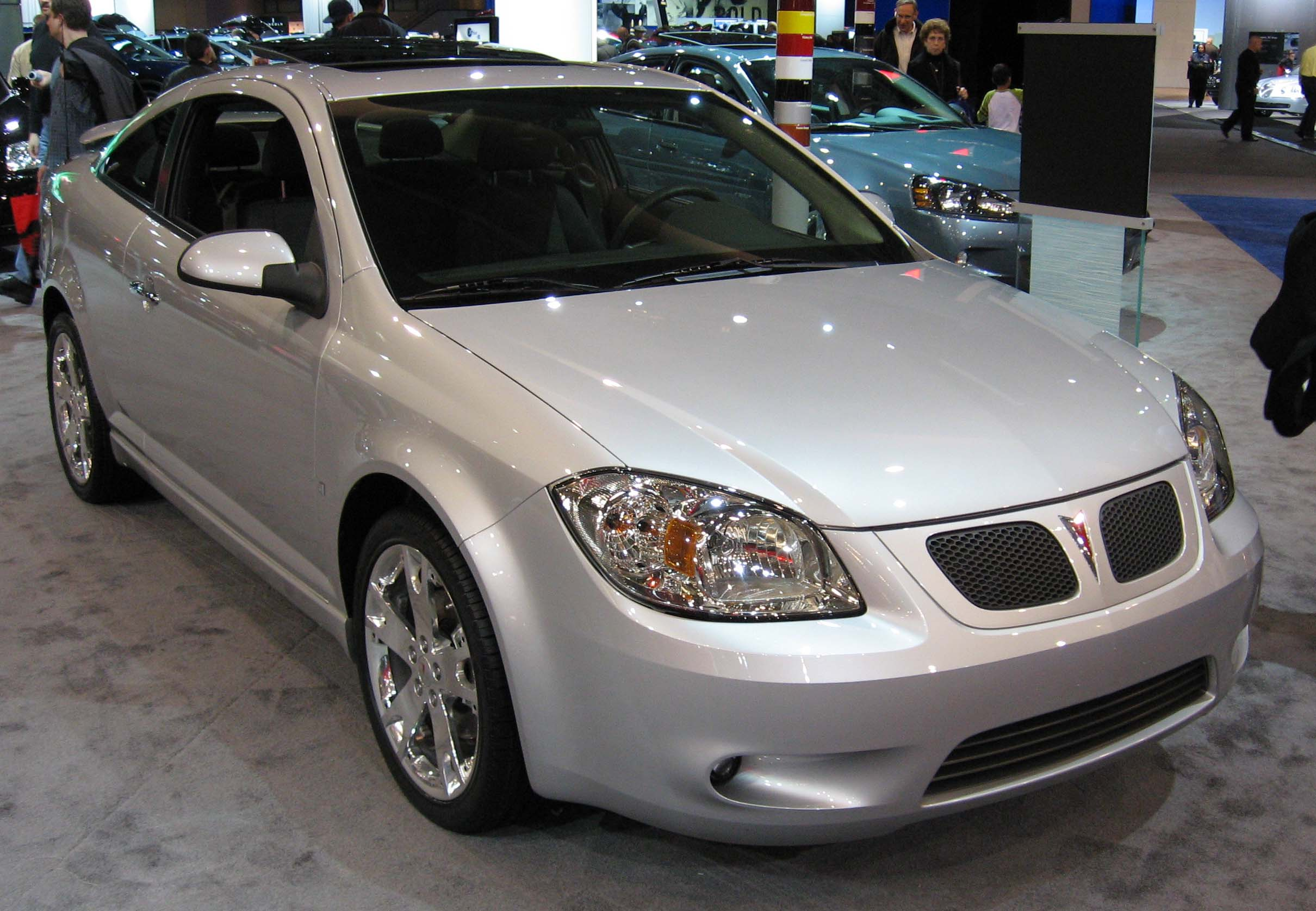

پونتیاک جی۵ (Pontiac G5) خودرویی است که در سال‌های ۲۰۰۴–۲۰۰۹ در آمریکا (و در سال ۲۰۱۰ برای ساکنین کانادا) تولید شد.
طراحی آن خودروهای موتور جلو-محور جلو بوده ‌است.